# Branislav Acimovic
 (juillet 2025).
Pour les articles homonymes, voir Acimovic.
Branislav Acimovic est un footballeur serbe né le 24 novembre 1912 à Zemun. 